# Triacanthus nieuhofii
Triacanthus nieuhofii is een  straalvinnige vissensoort uit de familie van driestekelvissen (Triacanthidae). De wetenschappelijke naam van de soort is voor het eerst geldig gepubliceerd in 1852 door Bleeker.